# Hempholme
Hempholme – osada w Anglii, w hrabstwie East Riding of Yorkshire. Leży 22 km na północ od miasta Hull i 271 km na północ od Londynu.